# Distrikt Namora
Der Distrikt Namora liegt in der Provinz Cajamarca in der Region Cajamarca in Nordwest-Peru. Der Distrikt wurde am 14. August 1920 gegründet. Er hat eine Fläche von 158 km². Beim Zensus 2017 wurden 10.085 Einwohner gezählt. Im Jahr 1993 lag die Einwohnerzahl bei 8011, im Jahr 2007 bei 9466. Sitz der Distriktverwaltung ist die auf einer Höhe von 2733 m gelegene Kleinstadt Namora mit 1806 Einwohnern (Stand 2017). Namora liegt 22 km ostsüdöstlich der Provinz- und Regionshauptstadt Cajamarca.

## Geographische Lage
Der Distrikt Namora liegt im Andenhochland östlich der peruanischen Westkordillere im Südosten der Provinz Cajamarca. Der Río Namora, ein linker Nebenfluss des Río Cajamarca, durchfließt den Distrikt in südlicher Richtung.
Der Distrikt Namora grenzt im Westen an den Distrikt Llacanora, im Nordwesten an den Distrikt Los Baños del Inca, im Norden an den Distrikt La Encañada, im Osten an den Distrikt Gregorio Pita, im Süden an den Distrikt Matara sowie im Südwesten an den Distrikt Jesús.